# Тернопольская агломерация
Тернопольская агломерация (укр. Тернопільська агломерація) — городская агломерация в Тернопольской области Украины с центром в городе Тернополе.
Главные факторы создания и существования агломерации: административный, экономический и культурный центр Тернопольской области, выгодное транспортное расположение, промышленный центр Галиции.
Примерная статистика (2021): 
- Численность населения 565,1 тыс. человек (2021)

В состав агломерации входят:
- города: Тернополь, Теребовля, Збараж, Зборов
- посёлки городского типа: Козова, Великая Березовица, Зализцы
- районы: Тернопольский район